# Compton Martin
Compton Martin is een civil parish in het bestuurlijke gebied Bath and North East Somerset, in het Engelse graafschap Somerset met 508 inwoners.

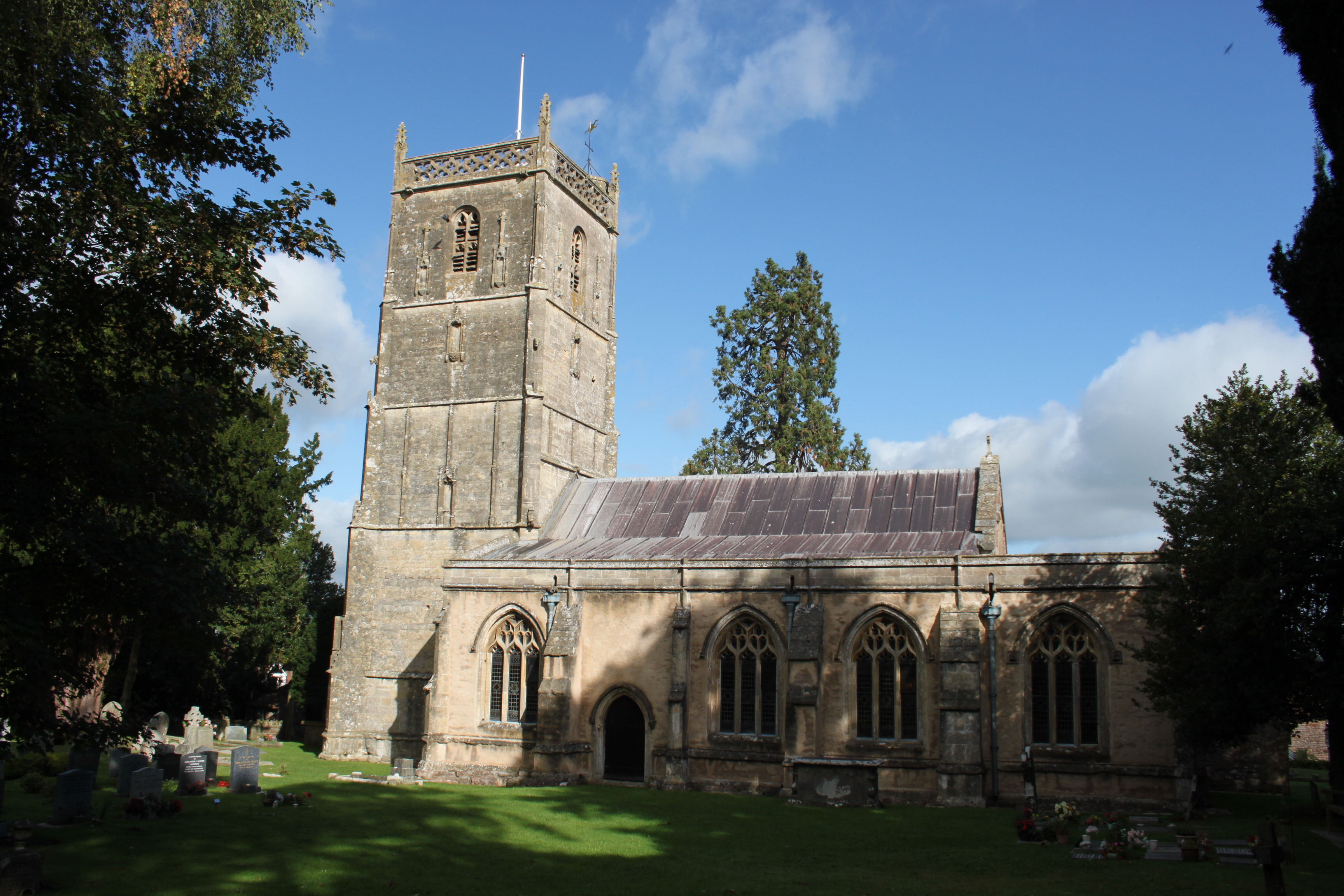
Kerk St. Michael the Archangel